# Обелиск Победы (Тверь)
Обелиск Победы — памятник в Твери, установленный в честь 28-й годовщины освобождения города от немецкой оккупации.
Находится на площади Победы в Затьмачье, при впадении Тьмаки в Волгу. Раньше на месте обелиска стоял храм Николая Чудотворца, который был взорван советскими властями в конце 1960-х годов.
Установлен 16 декабря 1970 года. Является памятником искусства регионального (областного) значения.  
Обелиск имеет высоту 45,5 метров и установлен на монолитном железобетонном фундаменте, увенчан рострами и факельной чашей огня Победы, на плоскостях находятся 8 прикреплённых консольно медных плит с барельефами и текстами, посвящёнными подвигам героев фронта и тыла. Обелиск Победы имеет внешнюю подсветку, он оснащён сигнальными огнями.
Ежегодно 9 мая и 16 декабря (день освобоения Твери от оккупантов) у Обелиска Победы проходят торжественные церемонии.